# Make It Real
«Make It Real» es una canción de la banda alemana de hard rock y heavy metal Scorpions, publicada como sencillo en 1980 por los sellos Harvest/EMI para Europa y Mercury Records para los Estados Unidos e incluida como la pista inicial del álbum Animal Magnetism (1980). Escrita por el baterista Herman Rarebell y el guitarrista Rudolf Schenker, es un tema de hard rock, cuya letra trata sobre perseguir los sueños y hacerlos realidad. Editado en el formato vinilo de 7", obtuvo prácticamente una nula atención en las listas musicales de los principales mercados mundiales; únicamente ingresó en dos de los conteos del Reino Unido.
A pesar de su deficiente éxito comercial, es una de las canciones que figura constantemente en las giras de conciertos de la banda, algunas de sus presentaciones han sido incluidas en producciones en vivo, como en World Wide Live (1985), Live 2011: Get Your Sting and Blackout (2011) y en los videos de larga duración Live At Wacken Open Air 2006 (2008) y Amazonia: Live in the Jungle (2009).

## Composición y grabación
La letra la escribió el baterista Herman Rarebell, mientras que el guitarrista Rudolf Schenker compuso la música. Rarebell señaló que es una de sus letras favoritas, ya que trata sobre perseguir los sueños y hacerlos realidad. Musicalmente, es un tema de hard rock, donde las guitarras de Schenker y de Matthias Jabs apoyan melódicamente la voz de Klaus Meine. Al igual que las demás canciones del álbum Animal Magnetism, su grabación se realizó en la sala dos de los Dierks Studios de Colonia (Alemania), entre diciembre de 1979 y febrero de 1980.

## Lanzamiento y recepción comercial
«Make It Real» salió a la venta el 31 de marzo de 1980 a través de Harvest/EMI para Europa y por Mercury Records para los Estados Unidos. Editado en el formato vinilo de 7", su lado B dependió de cada edición, por ejemplo en Europa fue «Hold Me Tight», mientras que en los Estados Unidos lo ocupó «Twentieth Century Man». Obtuvo casi una nula atención en los principales mercados mundiales, ya que únicamente entró en dos de las listas del Reino Unido: el 5 de mayo de 1980 alcanzó la posición 89 en el The Singles Chart de la revista Record Business, mientras que el 31 de mayo logró el puesto 72 en el UK Singles Chart y en esta solo estuvo por dos semanas,

## Interpretaciones en vivo
Desde su lanzamiento, la canción se ha incluido en la gran mayoría de las giras de concierto de la banda, entre ellas Animal Magnetism Tour (1980), Love at First Sting Tour (1984-1986) y Unbreakable World Tour (2004-2006). Además, se ha grabado para algunas producciones en vivo como los discos World Wide Live de 1985 y Live 2011: Get Your Sting and Blackout de 2011 y para los DVD Live At Wacken Open Air 2006 y Amazonia: Live in the Jungle.

## Lista de canciones
| Edición europea |                 |                           |          |  |
| N.º             | Título          | Escritor(es)              | Duración |  |
| 1.              | «Make It Real»  | Schenker, Rarebell        | 3:49     |  |
| 2.              | «Hold Me Tight» | Schenker, Meine, Rarebell | 3:58     |  |

| Edición estadounidense |                         |                    |          |  |
| N.º                    | Título                  | Escritor(es)       | Duración |  |
| 1.                     | «Make It Real»          | Schenker, Rarebell | 3:49     |  |
| 2.                     | «Twentieth Century Man» | Schenker, Meine    | 3:06     |  |

## Posicionamiento en listas
| País        | Lista                         | Posición |
| ----------- | ----------------------------- | -------- |
| Reino Unido | Record Business Singles Chart | 89       |
| Reino Unido | UK Singles Chart              | 72       |

## Músicos
- Klaus Meine: voz
- Rudolf Schenker: guitarra rítmica
- Matthias Jabs: guitarra líder
- Francis Buchholz: bajo
- Herman Rarebell: batería